# Cavallerizza Reale
La Cavallerizza Reale è uno storico edificio di Torino, facente parte del circuito di residenze sabaude in Piemonte proclamato, nel 1997, patrimonio mondiale dell'UNESCO.

## Storia
Progettata nel 1740 in stile barocco dall'architetto Benedetto Alfieri su un precedente progetto risalente alla metà del XVII dell'ingegnere Amedeo di Castellamonte, la struttura veniva utilizzata per l'esecuzione di esercitazioni equestri.
Nel 1840 l'edificio subì una profonda trasformazione su progetto dell’architetto Ernest Melano. Il 13 luglio 1943 il complesso fu gravemente danneggiato da un bombardamento.
L'edificio, rimasto abbandonato e occupato da alcuni collettivi nel marzo 2014, è stato interessato da tre intensi incendi di origini dolose: uno nel 2014 (rimasto senza colpevoli), uno nel 2016 e un altro nel 2019. Il primo di essi ha ispirato una performance teatrale che ha avuto luogo nel complesso ad un anno dall'evento.